# Trinay
Trinay é uma comuna francesa na região administrativa do Centro, no departamento Loiret. Estende-se por uma área de 17,18 km². Em 2010 a comuna tinha 225 habitantes (densidade: 13,1 hab./km²).